# Erodium maroccanum
Erodium maroccanum là một loài thực vật có hoa trong họ Mỏ hạc. Loài này được (Maire) Förther & Podlech mô tả khoa học đầu tiên năm 2001.